# ایوان لوبنیکف
ایوان لوبِنیکُف (انگلیسی: Ivan Lubennikov (زادهٔ ۱۴ مهٔ ۱۹۵۱ – درگذشتهٔ ۳ اکتبر ۲۰۲۱) نقاش اهل روسیه بود که بیشتر با فرسکوهای دیواری‌اش شناخته می‌شد.
او برندهٔ جوایزی همچون نشان دوستی شده بود.